# メルカドーナ
メルカドーナ（スペイン語: Mercadona、スペイン語: [meɾkaˈðona]）は、スペイン・バレンシア州バレンシア県タベルネス・ブランケスに本社を置くスーパーマーケットチェーン。2019年9月11日時点でスペインとポルトガルに計1,636店舗を有する。

## 歴史
1977年、フランシスコ・ロイグ・バリェステルによって家族経営の企業として設立された。創業当初はバレンシア地方の村に店舗を構える小規模な肉屋だった。
フランシスコ・ロイグの息子であるフアン・ロイグは、バレンシア大学で学士号を取得すると、ナバーラ大学IESEビジネススクールで修士号を取得し、1981年には最高経営責任者(CEO)に就任して全国展開を開始した。1990年代以降には協同組合のエロスキやフランスに本社を置くカルフールと競合している。
2013年時点ではスペイン全体の食品小売業の13.5%ものシェアを占めており、2012年度の収益は約5億800万ユーロだった。2019年7月にはポルトガルのヴィラ・ノヴァ・デ・ガイアに国外初の店舗を開店させた。
| メルカドーナの収益 |
| ------------------ |
|                    |

## 特色

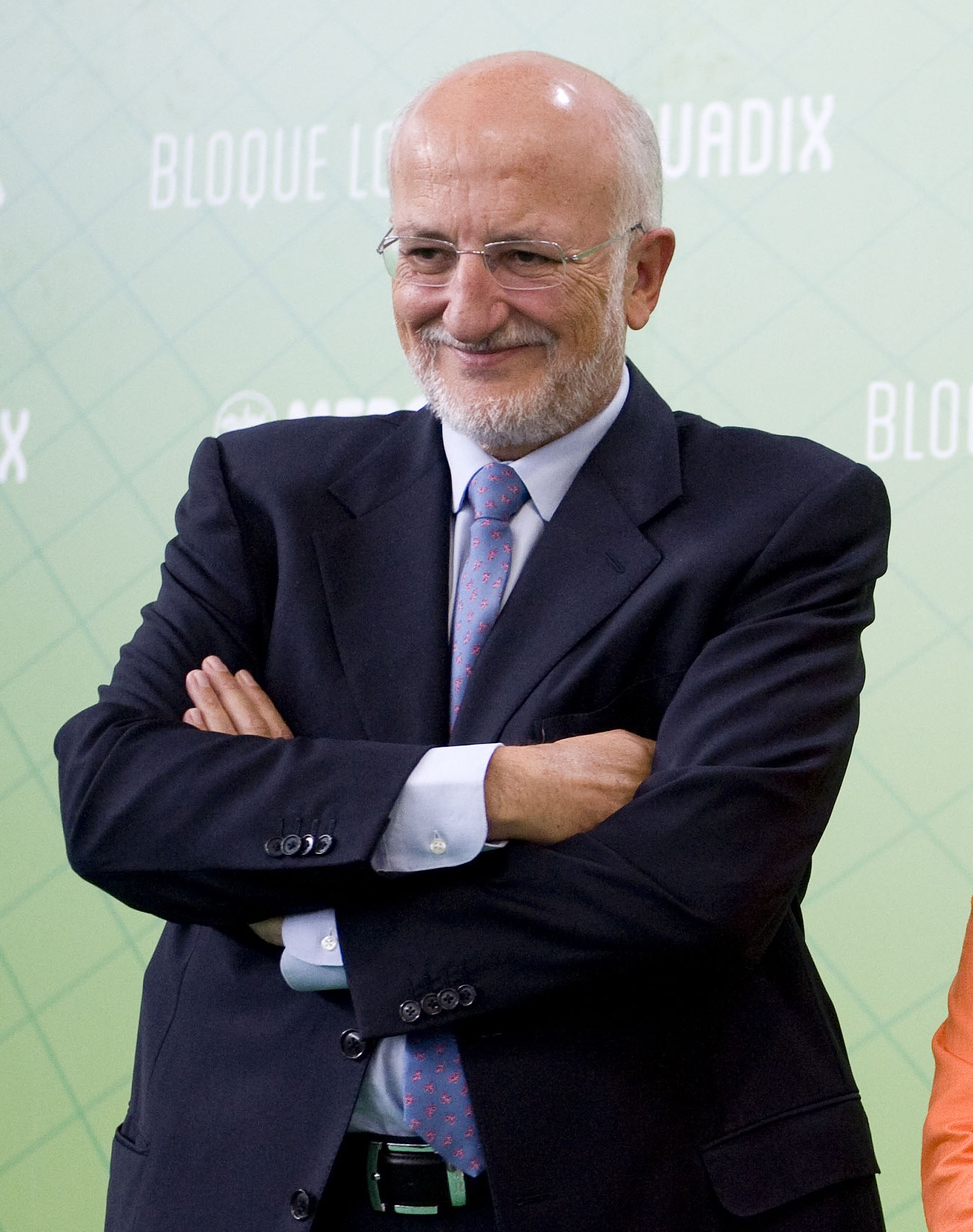
会長兼CEOのフアン・ロイグ

2019年9月11日時点では1636店舗を構えている。スペインの全17自治州と2自治市（セウタ・メリリャ）に店舗を有しており、またポルトガル北部にも店舗を有している。2009年にはフォーブス誌によって、世界で最も評価の高い企業ランキング（World's Most Reputable Companies）の第9位に選出された。
メルカドーナは商品にバーコードを用いたスペイン初の企業であり、バーコードを支払いの迅速化や販売情報の把握につなげた。また、包装の簡略化でコストを削減しており、商品の魅力の向上などにもつなげている。広告やマーケティングへの投資を控え、その代わりに口コミやソーシャルメディアを利用した発信に力を注いでいる。
会長兼最高経営責任者(CEO)のフアン・ロイグが63%の株式を保有しており、フアン・ロイグの妻のオルテンシア・エレーロが28%の株式を保有しており、フアン・ロイグの兄のフェルナンド・ロイグが9%の株式を保有している。フェルナンド・ロイグはパネサ・セラミカの会長でもあり、サッカークラブのビジャレアルCFの会長でもある。フアン・ロイグやフェルナンド・ロイグの兄であるフランシスコ・ロイグ・アルフォンソは、サッカークラブのバレンシアCFの会長を務めた人物である。